# 五人黨
五人黨（日語：フロム・ファイブ），是日本一個已經消亡的小型政黨。僅存在了一個月。
1997年，新進黨內以小澤一郎為首的「保保聯合」路線和以羽田孜為首的拉攏其它在野黨的路線的矛盾日益激發。該年年底，新進黨解散，分裂成多個小黨。其中舊日本新黨的黨代表細川護熙和脫離新進黨的三名成員樽床伸二、上田清司、，以及自由之會的唯一一名國會議員江本孟紀，總共5名議員（3名眾議員，2名參議員）在12月26日組成「五人黨」。
1998年1月8日，五人黨和太陽黨、旧民主黨、新党友愛、國民之聲、民主改革連合在眾議院組成名為「民主友愛太陽國民連合」的97議席的會派。同年1月23日，五人黨和太陽黨、國民之聲合併為民政黨。

## 歴代代表
五人黨代表
| # | 代表     | 在任時間                                      |
| - | -------- | --------------------------------------------- |
| 1 | 細川護熙 | 1997年（平成9年）12月 - 1998年（平成10年）1月 |